# Чами
Чамите са албанска мюсюлманска етнографска група, която след Балканските войни остава в гръцката част на Епир. През 1944 година гръцките власти изселват повечето от тях, около 30 хиляди души, в Албания.
Родина на чамите е Чамерия или Чамурия.